# かものむすめ

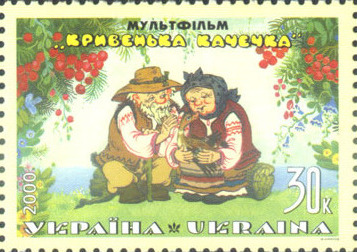
ミコラ・ヤコビッチ・チュリロフ画の切手

かものむすめ（ウクライナ語: Криве́нька ка́чечка）は、ウクライナの民話。見るなのタブーに分類される物語で、日本の民話「鶴の恩返し」に類似している。

## 物語
ある日、子供のいない老夫婦がキノコを探しに森に向かった。そこで彼らは足を怪我したカモを見つけた。老夫婦はカモを家に連れて帰り、再び森に向かった。
家に戻ると、老夫婦の家は掃除がされており、食事も用意されていた。近所の人たちは、足の悪い少女が家事をしているのを見たと言う。老夫婦は、誰が家事をしているのか隠れて覗き見ることにした。そして、カモが少女に変身する様子を目撃した。
彼らは彼女が永遠に人間のままでいるように、巣をかまどに投げ込んだ。すると少女はその行為を非難し、もうこの家には居られないと言った。最後に、少女は老夫婦に紡ぎ車と糸車を作ってもらうように頼んだ。
庭の上空を3回、カモの群れが飛びながら羽毛を落とし、一緒に飛ぶようにと少女を誘った。彼女は最初の2回は断ったが、3回目には羽毛に身を包んでカモに変身し、飛び立ってしまった。

### 文献
- 絵本
  - オリガ・ヤクトーヴィチ 画松谷さやか訳『かものむすめ』福音館書店 （1997年）ISBN 978-4834014549